# Непомуценув (Лодзинське воєводство)
Непомуценув (пол. Nepomucenów) — село в Польщі, у гміні Будзішевиці Томашовського повіту Лодзинського воєводства.
Населення — 42 особи (2011).
У 1975-1998 роках село належало до Пйотрковського воєводства.

## Демографія
Демографічна структура станом на 31 березня 2011 року:
|          | Загалом | Допрацездатний вік | Працездатний вік | Постпрацездатний вік |
| -------- | ------- | ------------------ | ---------------- | -------------------- |
| Чоловіки | 21      | 6                  | 14               | 1                    |
| Жінки    | 21      | 7                  | 11               | 3                    |
| Разом    | 42      | 13                 | 25               | 4                    |